# Истиклял (партия)
Вижте пояснителната страница за други значения на Истиклял.
Партия „Истиклял“ (на арабски: حزب الإستقلال) е дясна националноконсервативна политическа партия в Мароко.
Създадена е през 1944 година и през следващите години е водещата партия, бореща се за независимост на Мароко. След постигането на независимостта през 1956 година е в опозиция на краля. През 1998 година в коалиция с други опозиционни партии печели изборите и оглавява кабинета, което създава прецедент за демократична смяна на властта в Арабския свят. През 2007 година Палтия „Истиклял“ получава най-много места в парламента и нейният лидер Абас ел-Фаси става министър-председател.
На парламентарните избори през 2011 година Партия „Истиклял“ остава втора след ислямистката Партия на справедливостта и развитието. През 2016 година партията е трета с 12% от гласовете и 46 от 395 депутатски места.